# Velić
Velić – wieś w Chorwacji, w żupanii splicko-dalmatyńskiej, w mieście Trilj. W 2011 roku liczyła 288 mieszkańców.